# Blaudzun (Sänger)

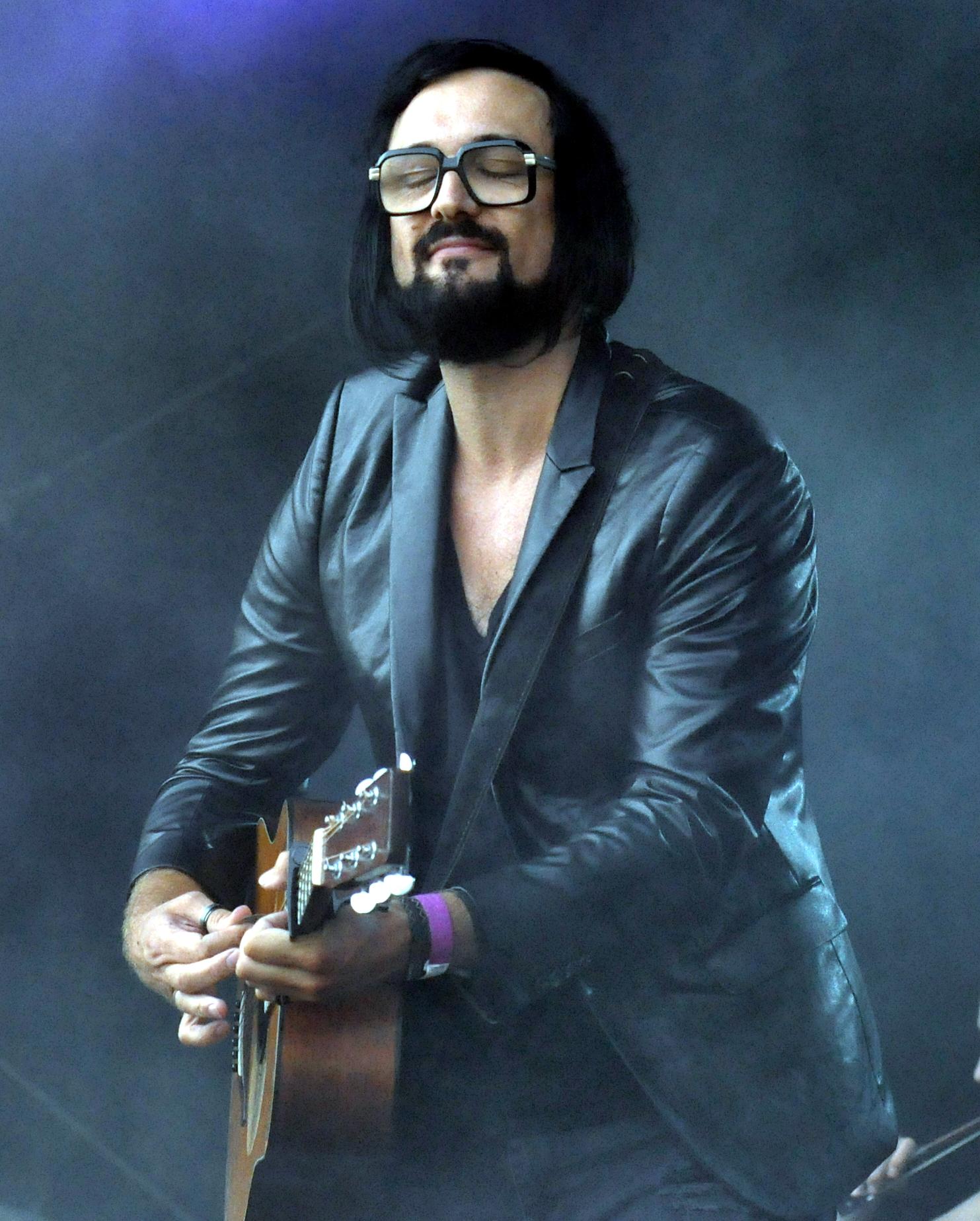
Blaudzun (2014)

Blaudzun (bürgerlich Johannes Sigmond, geboren am 26. Oktober 1974 in Arnhem) ist ein niederländischer Musiker, der dem Singer-Songwriter-Genre zugeordnet wird.

## Leben
Der Künstlername Blaudzun ist an den dänischen Radsportler Verner Blaudzun, der in den 1960er und 1970er Jahren zu den bekanntesten Amateur-Radrennfahrern zählte, angelehnt.
Erstmals machte Blaudzun 2007 auf sich aufmerksam, als er seine erste EP mit dem Titel Loveliesbleeding veröffentlichte und anschließend eine ausverkaufte Clubtour durch die Niederlande und Belgien spielte. Darüber hinaus war er als Support mit Ane Brun auf ihrer Tour unterwegs. Im April 2008 veröffentlichte er über das Label V2 Records sein erstes Studioalbum Blaudzun, im Februar 2010 folgte mit Seadrift Soundmachine das zweite Album, für das er unter anderem mit dem Prager Philharmonieorchester (Filharmonici města Prahy) zusammenarbeitete.
Größere Bekanntheit erreichte Blaudzun mit dem dritten Studioalbum Heavy Flowers, für das er den 3voor12-Award als „Bestes Album“ erhielt. Heavy Flowers hielt sich 70 Wochen in den niederländischen Album-Charts und erreichte Gold-Status in den Niederlanden, was dem Verkauf von 20.000 Tonträgern entspricht. Erneut folgte eine Clubtour durch die Benelux-Staaten sowie Auftritte auf verschiedenen Musikfestivals.
Das vierte Studioalbum Promises of No Man's Land erschien am 7. März 2014 bei V2 Records und für Deutschland, Österreich und die Schweiz bei Glitterhouse Records. In den niederländischen Album-Charts stieg es auf Platz 1 ein, in Belgien erreichte es Platz 6.
Bei Liveauftritten spielt Blaudzun mit einer bis zu neunköpfigen Band.

## Diskografie
- 2008: Blaudzun
- 2010: Seadrift Soundmachine
- 2012: Heavy Flowers (NL: Gold)[2]
- 2014: Promises of No Man’s Land (NL: Gold)
- 2016: Jupiter, Pt. I
- 2017: Jupiter, Pt. II
- 2018: _Up_ (Jupiter, Pt. lll)
- 2022: Lonely City Exit Wounds
- 2024: Latter Days